# Villa Böckelmann

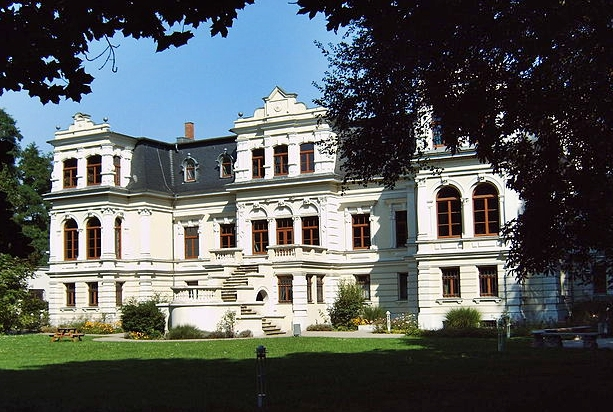
Villa Böckelmann, Südseite

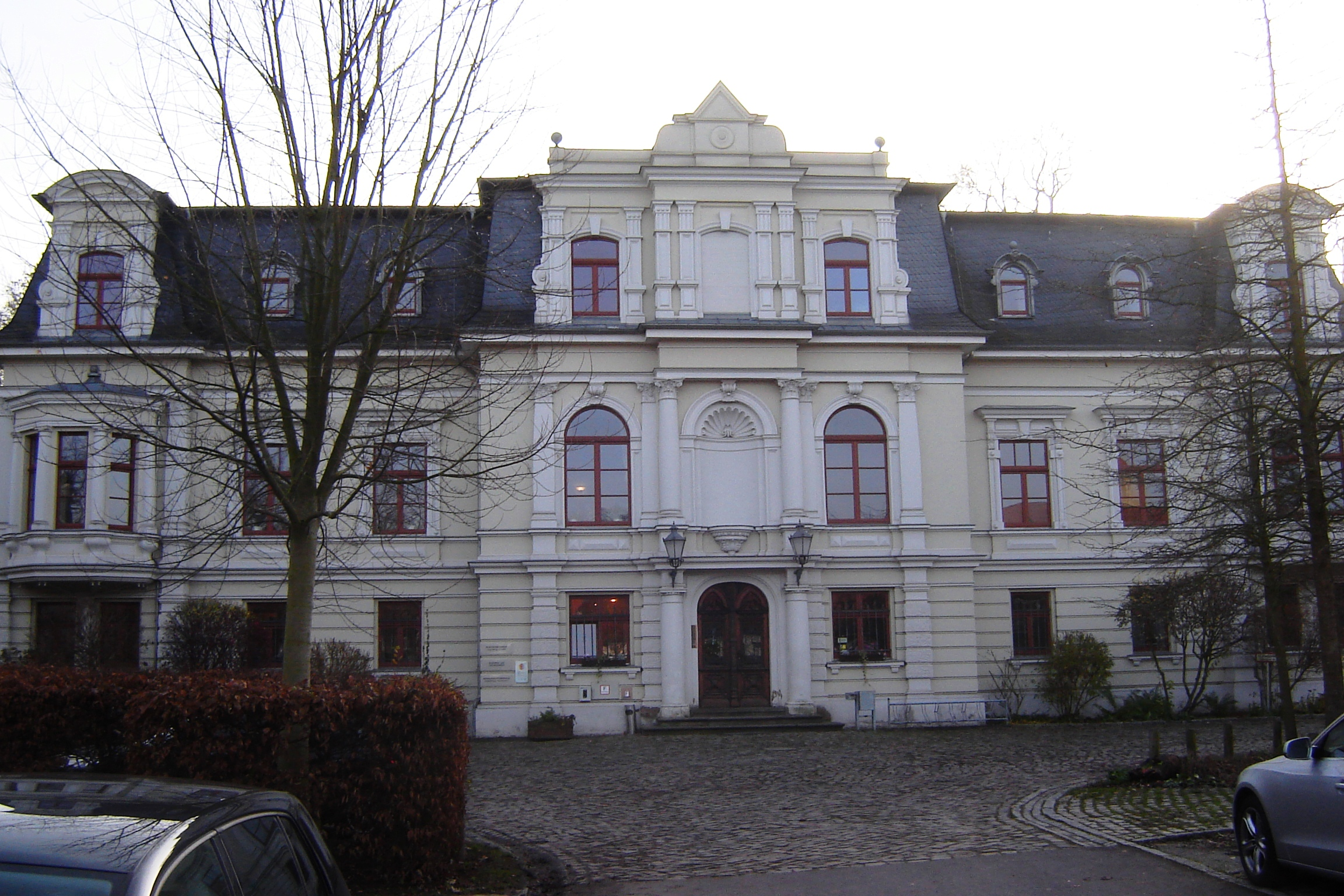
Nordseite

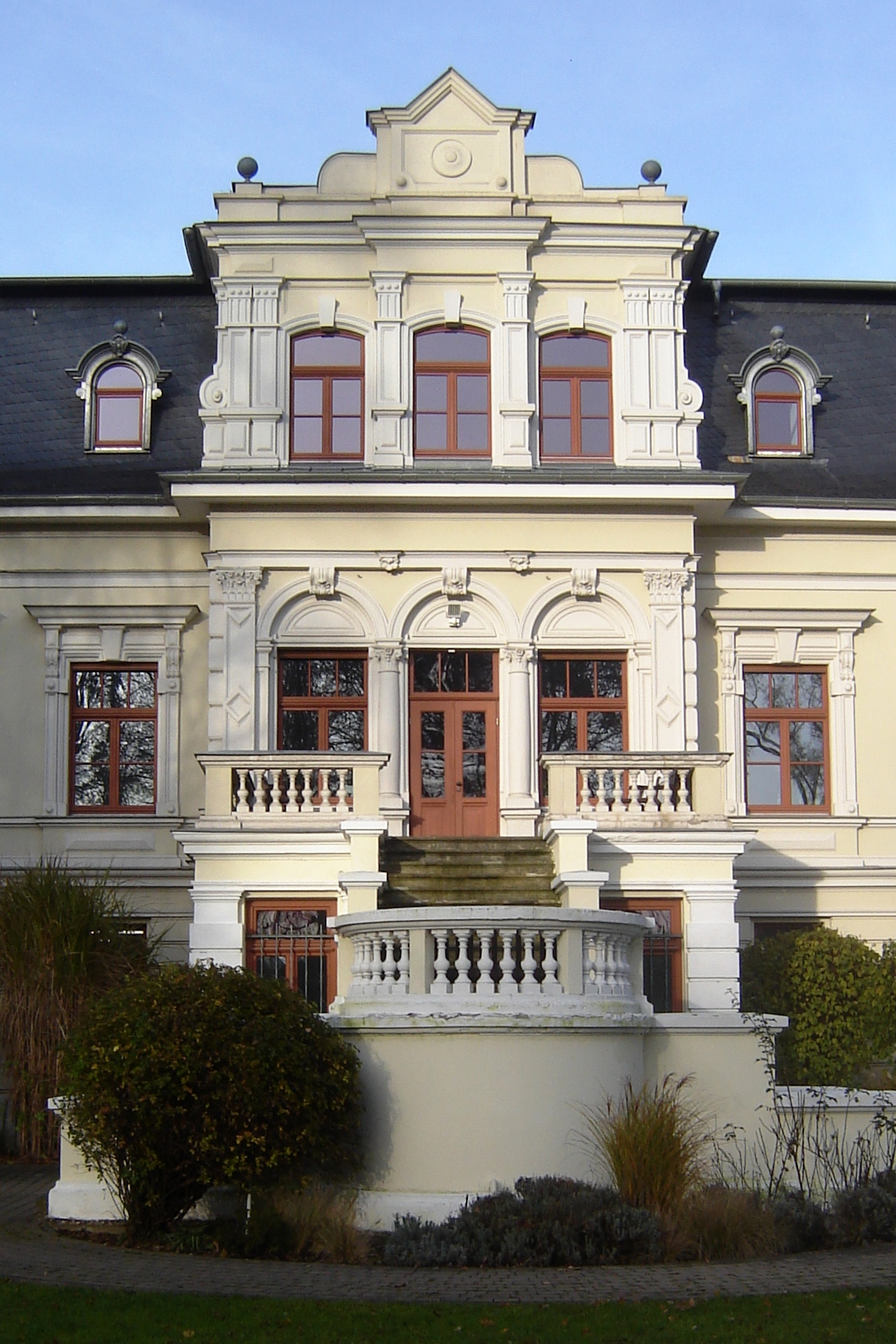
Südrisalit

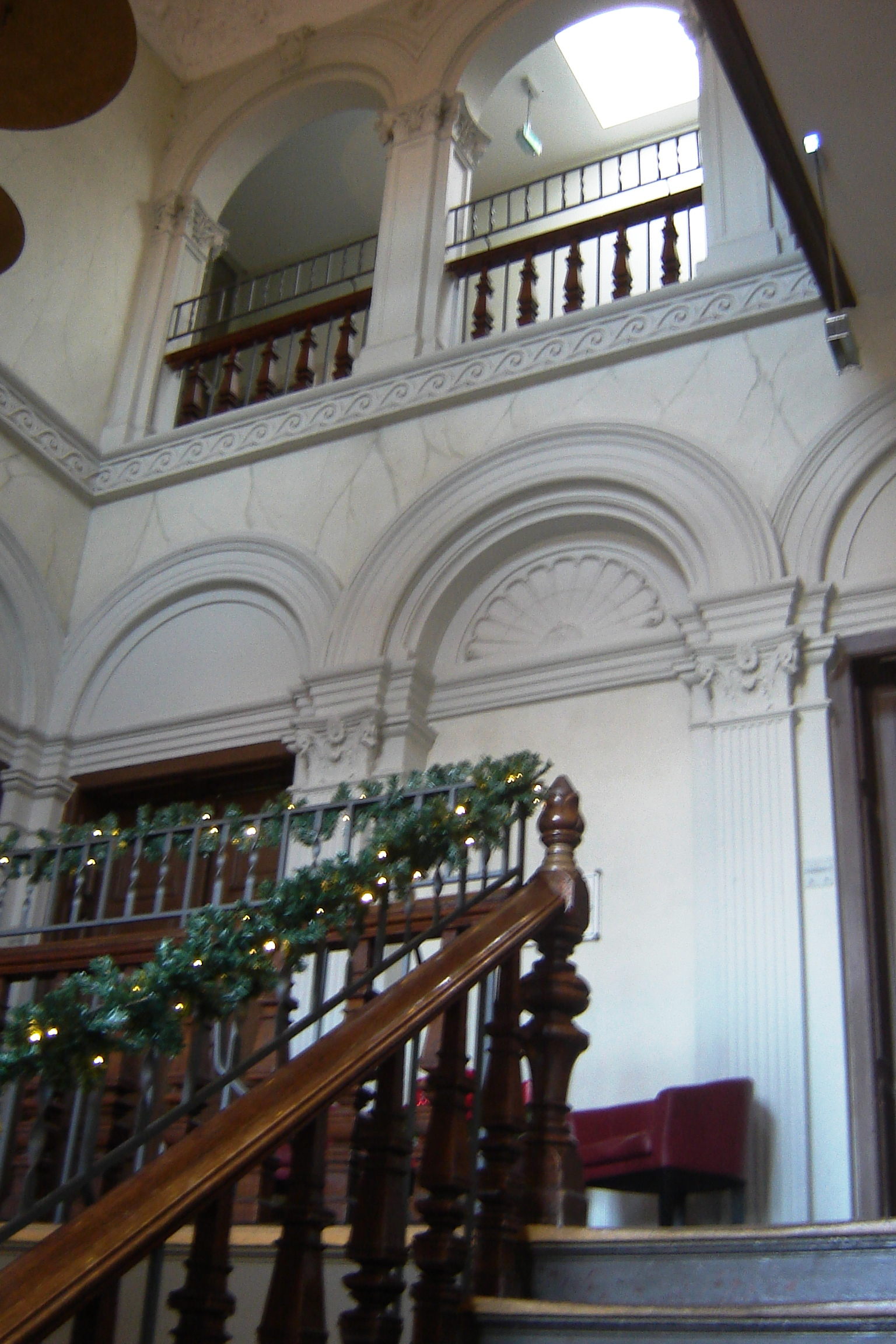
Treppenhaus

Die Villa Böckelmann ist ein denkmalgeschützter Neorenaissancebau im Magdeburger Stadtteil Ottersleben.

## Lage
Das Gebäude hat die postalische Bezeichnung Lüttgen Ottersleben 18a, 39116 Magdeburg. Die Straße Lüttgen Ottersleben verläuft in westöstlicher Richtung durch das ehemalige Dorf Klein Ottersleben parallel zur Kreisstraße 1223, die zum Nachbarort Hohendodeleben führt. Die Villa liegt etwa 70 Meter südlich des Straßenverlaufs im Amtsgarten Ottersleben, einem 2,5 ha großen englischen Landschaftsgarten.

## Geschichte
Um 1890 beauftragte der Amtsvorsteher von Klein Ottersleben und Rittergutsbesitzer sowie Eigentümer einer großen Zuckerfabrik in Groß Ottersleben, Wilhelm August Böckelmann, den Architekten und Maurermeister Max Behrendt mit dem Bau einer herrschaftlichen Villa auf seinem Grundstück in Klein Ottersleben. Das Anwesen war bereits 1874 in einen englischen Landschaftsgarten umgestaltet worden. Nachdem das dort vorhandene alte Wohnhaus abgerissen worden war, wurde der Bau der neuen Villa im Jahre 1892 vollendet. Die Familie Böckelmann besaß die Villa bis zu ihrer Enteignung 1945. Danach wurde das Gebäude als Kinderheim, Parteischule und Jugendherberge genutzt. Nach umfangreicher Renovierung in den Jahren 1999 bis 2000 und dem Neubau eines Bettenhauses wurde die Villa zum Mehrgenerationenhaus sowie Bildungs- und Tagungshaus. Seit 2019 dient das Gebäude auch als Sitz der Europäischen Jugendbildungsstätte Magdeburg und beherbergt weitere internationale Projekte wie einen Infopunkt des Deutsch-Französischen Jugendwerks.

## Beschreibung
Die Villa Böckelmann wurde als hochherrschaftlicher Herrensitz im Stil der Neorenaissance errichtet, dessen Grundriss 33,26 × 15,09 m beträgt. Das 12,40 m hohe Gebäude zeigt zweigeschossige Putzfassaden und ein hohes Mansarddach mit kleinen Dachhäuschen und mächtigen Dacherkern. Die Nordfront ist neun- und elfachsig, die Südfront durchgehend elfachsig ausgeführt, das Obergeschoss wurde als Beletage gestaltet. Die Nordseite wird von einem dreiachsigen Mittelrisaliten geprägt, zwei schmalere Risalite befinden sich an den Außenseiten. Die Mitte der Gartenfassade wird ebenfalls von einem dreiachsigen Risaliten beherrscht, dem eine vom Obergeschoss erreichbare Terrasse mit Freitreppe vorgesetzt ist. Die Seitenrisalite treten tiefer hervor.